# UEFA Nations League 2018/19/Liga A
Die Liga A der UEFA Nations League 2018/19 war die erste Austragung der höchsten Division innerhalb dieses Wettbewerbs. Sie begann am 6. September 2018 mit dem Spiel Deutschland gegen Frankreich (0:0) und endete am 9. Juni 2019 mit dem Finale.
Für die erste Austragung dieses Wettbewerbs wurden die Nationalmannschaften gemäß ihrem UEFA-Koeffizienten in die jeweiligen Ligen eingeteilt.
In der Liga A traten zwölf Mannschaften in vier Dreiergruppen an. Die Gruppensieger (Niederlande, Schweiz, Portugal und England) qualifizierten sich für die Endrunde, welche vom 5. bis 9. Juni 2019 in einem der vier qualifizierten Länder (Portugal) ausgetragen wurde. Die Gruppenletzten (Deutschland, Island, Polen und Kroatien) stiegen sportlich in die Liga B ab, verblieben allerdings aufgrund einer Aufstockung der Liga auf 16 Teams zur nachfolgenden Austragung in der Spielklasse.
Darüber hinaus qualifizierten sich die vier besten Mannschaften, die nicht bereits über den Qualifikationswettbewerb für die EM 2021 qualifiziert sind, für die Play-offs, welche im Oktober und November 2020 ausgespielt wurden. Bis auf Island konnte sich jedoch jede Mannschaft der Liga A qualifizieren, sodass im sogenannten "Weg A" drei Mannschaften aus Liga C spielten.

## Gruppe 1
| Pl. | Land        | Sp. | S | U | N | Tore    | Diff. | Punkte |
| --- | ----------- | --- | - | - | - | ------- | ----- | ------ |
| 1.  | Niederlande | 4   | 2 | 1 | 1 | 008:400 | +4    | 07     |
| 2.  | Frankreich  | 4   | 2 | 1 | 1 | 004:400 | ±0    | 07     |
| 3.  | Deutschland | 4   | 0 | 2 | 2 | 003:700 | −4    | 02     |

### Deutschland – Frankreich 0:0
| Deutschland                                               | Deutschland | Frankreich | Frankreich |
| --------------------------------------------------------- | --- | --- | ---------- |
| Deutschland                                               | \| 1. Spieltag \| \| 6. September 2018 um 20:45 Uhr in München (Allianz Arena) \| \| Zuschauer: 67.485 \| \| Schiedsrichter: Daniele Orsato ( Italien) \| \| Spielbericht \|                                                      | \| 1. Spieltag \| \| 6. September 2018 um 20:45 Uhr in München (Allianz Arena) \| \| Zuschauer: 67.485 \| \| Schiedsrichter: Daniele Orsato ( Italien) \| \| Spielbericht \|                                                                                                  | Frankreich |
| Deutschland                                               | Manuel Neuer – Matthias Ginter, Jérôme Boateng, Mats Hummels, Antonio Rüdiger – Joshua Kimmich, Leon Goretzka (66. İlkay Gündoğan), Toni Kroos, Thomas Müller – Timo Werner, Marco Reus (83. Leroy Sané) Cheftrainer: Joachim Löw | Alphonse Aréola – Benjamin Pavard, Raphaël Varane , Samuel Umtiti, Lucas Hernández – Paul Pogba, N’Golo Kanté, Blaise Matuidi (86. Corentin Tolisso) – Antoine Griezmann (80. Nabil Fekir), Olivier Giroud (66. Ousmane Dembélé), Kylian Mbappé Cheftrainer: Didier Deschamps | Frankreich |
| Deutschland                                               | Rüdiger (88.) | | Frankreich |
| 1. Spieltag                                               | | |            |
| 6. September 2018 um 20:45 Uhr in München (Allianz Arena) | | |            |
| Zuschauer: 67.485                                         | | |            |
| Schiedsrichter: Daniele Orsato ( Italien)                 | | |            |
| Spielbericht                                              | | |            |

### Frankreich – Niederlande 2:1 (1:0)
| Frankreich                                                      | Frankreich | Niederlande | Niederlande |
| --------------------------------------------------------------- | --- | --- | ----------- |
| Frankreich                                                      | \| 2. Spieltag \| \| 9. September 2018 um 20:45 Uhr in Saint-Denis (Stade de France) \| \| Schiedsrichter: Alberto Undiano Mallenco ( Spanien) \| \| Spielbericht \| | \| 2. Spieltag \| \| 9. September 2018 um 20:45 Uhr in Saint-Denis (Stade de France) \| \| Schiedsrichter: Alberto Undiano Mallenco ( Spanien) \| \| Spielbericht \|                                                                                               | Niederlande |
| Frankreich                                                      | Alphonse Aréola – Benjamin Pavard, Raphaël Varane , Samuel Umtiti, Lucas Hernández (62. Benjamin Mendy) – N’Golo Kanté, Paul Pogba – Kylian Mbappé, Antoine Griezmann (81. Steven Nzonzi), Blaise Matuidi – Olivier Giroud (89. Ousmane Dembélé) Cheftrainer: Didier Deschamps | Jasper Cillessen – Kenny Tete (82. Daryl Janmaat), Matthijs de Ligt, Virgil van Dijk , Daley Blind – Davy Pröpper, Frenkie de Jong, Georginio Wijnaldum (76. Ruud Vormer) – Quincy Promes, Memphis Depay, Ryan Babel (88. Luuk de Jong) Cheftrainer: Ronald Koeman | Niederlande |
| Frankreich                                                      | 1:0 Mbappé (14.) 2:1 Giroud (75.) | 1:1 Babel (67.) | Niederlande |
| Frankreich                                                      | Griezmann (56.), Pavard (80.) | | Niederlande |
| 2. Spieltag                                                     | | |             |
| 9. September 2018 um 20:45 Uhr in Saint-Denis (Stade de France) | | |             |
| Schiedsrichter: Alberto Undiano Mallenco ( Spanien)             | | |             |
| Spielbericht                                                    | | |             |

### Niederlande – Deutschland 3:0 (1:0)
| Niederlande                                                     | Niederlande | Deutschland | Deutschland |
| --------------------------------------------------------------- | --- | --- | ----------- |
| Niederlande                                                     | \| 3. Spieltag \| \| 13. Oktober 2018 um 20:45 Uhr in Amsterdam (Johan-Cruyff-Arena) \| \| Schiedsrichter: Cüneyt Çakır ( Türkei) \| \| Spielbericht \| | \| 3. Spieltag \| \| 13. Oktober 2018 um 20:45 Uhr in Amsterdam (Johan-Cruyff-Arena) \| \| Schiedsrichter: Cüneyt Çakır ( Türkei) \| \| Spielbericht \|                                                                                     | Deutschland |
| Niederlande                                                     | Jasper Cillessen – Denzel Dumfries, Matthijs de Ligt, Virgil van Dijk , Daley Blind – Marten de Roon, Frenkie de Jong (77. Nathan Aké), Georginio Wijnaldum – Steven Bergwijn (68. Quincy Promes), Memphis Depay, Ryan Babel (68. Arnaut Groeneveld) Cheftrainer: Ronald Koeman | Manuel Neuer – Jonas Hector, Matthias Ginter, Mats Hummels, Jérôme Boateng – Toni Kroos, Emre Can (57. Julian Draxler), Thomas Müller (57. Leroy Sané), Joshua Kimmich – Mark Uth (68. Julian Brandt), Timo Werner Cheftrainer: Joachim Löw | Deutschland |
| Niederlande                                                     | 1:0 van Dijk (30.) 2:0 Depay (87.) 3:0 Wijnaldum (90.+3') | | Deutschland |
| 3. Spieltag                                                     | | |             |
| 13. Oktober 2018 um 20:45 Uhr in Amsterdam (Johan-Cruyff-Arena) | | |             |
| Schiedsrichter: Cüneyt Çakır ( Türkei)                          | | |             |
| Spielbericht                                                    | | |             |

### Frankreich – Deutschland 2:1 (0:1)
| Frankreich                                                     | Frankreich | Deutschland | Deutschland |
| -------------------------------------------------------------- | --- | --- | ----------- |
| Frankreich                                                     | \| 4. Spieltag \| \| 16. Oktober 2018 um 20:45 Uhr in Saint-Denis (Stade de France) \| \| Schiedsrichter: Milorad Mažić ( Serbien) \| \| Spielbericht \| | \| 4. Spieltag \| \| 16. Oktober 2018 um 20:45 Uhr in Saint-Denis (Stade de France) \| \| Schiedsrichter: Milorad Mažić ( Serbien) \| \| Spielbericht \|                                                                                        | Deutschland |
| Frankreich                                                     | Hugo Lloris – Benjamin Pavard, Raphaël Varane, Presnel Kimpembe, Lucas Hernández – Paul Pogba, N’Golo Kanté (90.+4' Steven Nzonzi), Blaise Matuidi – Kylian Mbappé (86. Ousmane Dembélé), Olivier Giroud, Antoine Griezmann (90.+1' Tanguy Ndombele) Cheftrainer: Didier Deschamps | Manuel Neuer – Matthias Ginter (83. Julian Brandt), Mats Hummels, Nico Schulz, Niklas Süle – Thilo Kehrer, Toni Kroos, Joshua Kimmich, Leroy Sané (75. Julian Draxler) – Serge Gnabry (88. Thomas Müller), Timo Werner Cheftrainer: Joachim Löw | Deutschland |
| Frankreich                                                     | 1:1 Griezmann (62.) 2:1 Griezmann (80., Foulelfmeter) | 0:1 Kroos (14., Handelfmeter) | Deutschland |
| Frankreich                                                     | Ginter (29.) | | Deutschland |
| 4. Spieltag                                                    | | |             |
| 16. Oktober 2018 um 20:45 Uhr in Saint-Denis (Stade de France) | | |             |
| Schiedsrichter: Milorad Mažić ( Serbien)                       | | |             |
| Spielbericht                                                   | | |             |

### Niederlande – Frankreich 2:0 (1:0)
| Niederlande                                           | Niederlande | Frankreich | Frankreich |
| ----------------------------------------------------- | --- | --- | ---------- |
| Niederlande                                           | \| 5. Spieltag \| \| 16. November 2018 um 20:45 Uhr in Rotterdam (De Kuip) \| \| Schiedsrichter: Anthony Taylor ( England) \| \| Spielbericht \| | \| 5. Spieltag \| \| 16. November 2018 um 20:45 Uhr in Rotterdam (De Kuip) \| \| Schiedsrichter: Anthony Taylor ( England) \| \| Spielbericht \| | Frankreich |
| Niederlande                                           | Jasper Cillessen – Denzel Dumfries, Matthijs de Ligt, Virgil van Dijk , Daley Blind – Marten de Roon, Frenkie de Jong, Georginio Wijnaldum (89. Tonny Vilhena) – Steven Bergwijn (86. Quincy Promes), Memphis Depay, Ryan Babel (90.+2' Nathan Aké) Cheftrainer: Ronald Koeman | Hugo Lloris – Benjamin Pavard, Raphaël Varane, Presnel Kimpembe, Lucas Digne – N’Golo Kanté, Steven Nzonzi (81. Tanguy Ndombele) – Kylian Mbappé, Antoine Griezmann, Blaise Matuidi (65. Moussa Sissoko) – Olivier Giroud (65. Ousmane Dembélé) Cheftrainer: Didier Deschamps | Frankreich |
| Niederlande                                           | 1:0 Wijnaldum (44.) 2:0 Depay (90.+6', Foulelfmeter) | | Frankreich |
| Niederlande                                           | Wijnaldum (17.) | Kanté (50.), Digne (58.), Pavard (72.), Dembélé (89.) | Frankreich |
| 5. Spieltag                                           | | |            |
| 16. November 2018 um 20:45 Uhr in Rotterdam (De Kuip) | | |            |
| Schiedsrichter: Anthony Taylor ( England)             | | |            |
| Spielbericht                                          | | |            |

### Deutschland – Niederlande 2:2 (2:0)
| Deutschland                                                     | Deutschland | Niederlande | Niederlande |
| --------------------------------------------------------------- | --- | --- | ----------- |
| Deutschland                                                     | \| 6. Spieltag \| \| 19. November 2018 um 20:45 Uhr in Gelsenkirchen (Veltins-Arena) \| \| Schiedsrichter: Ovidiu Hațegan ( Rumänien) \| | \| 6. Spieltag \| \| 19. November 2018 um 20:45 Uhr in Gelsenkirchen (Veltins-Arena) \| \| Schiedsrichter: Ovidiu Hațegan ( Rumänien) \| | Niederlande |
| Deutschland                                                     | Manuel Neuer – Antonio Rüdiger, Mats Hummels, Niklas Süle – Nico Schulz, Toni Kroos, Joshua Kimmich, Thilo Kehrer – Leroy Sané (80. Leon Goretzka), Timo Werner (63. Marco Reus), Serge Gnabry (66. Thomas Müller) Cheftrainer: Joachim Löw | Jasper Cillessen – Kenny Tete, Matthijs de Ligt, Virgil van Dijk , Daley Blind – Marten de Roon, Frenkie de Jong, Georginio Wijnaldum (60. Tonny Vilhena) – Quincy Promes, Memphis Depay, Ryan Babel (45. Javairô Dilrosun; 66. Luuk de Jong) Cheftrainer: Ronald Koeman | Niederlande |
| Deutschland                                                     | 1:0 Werner (9.) 2:0 Sané (20.) | 2:1 Promes (85.) 2:2 van Dijk (90.+1') | Niederlande |
| Deutschland                                                     | Hummels (14.), Kroos (52.), Kimmich (68.) | Wijnaldum (38.) | Niederlande |
| 6. Spieltag                                                     | | |             |
| 19. November 2018 um 20:45 Uhr in Gelsenkirchen (Veltins-Arena) | | |             |
| Schiedsrichter: Ovidiu Hațegan ( Rumänien)                      | | |             |

## Gruppe 2
| Pl. | Land    | Sp. | S | U | N | Tore    | Diff. | Punkte |
| --- | ------- | --- | - | - | - | ------- | ----- | ------ |
| 1.  | Schweiz | 4   | 3 | 0 | 1 | 014:500 | +9    | 09     |
| 2.  | Belgien | 4   | 3 | 0 | 1 | 009:600 | +3    | 09     |
| 3.  | Island  | 4   | 0 | 0 | 4 | 001:130 | −12   | 0      |

### Schweiz – Island 6:0 (2:0)
| Schweiz                                                  | Schweiz | Island | Island |
| -------------------------------------------------------- | --- | --- | ------ |
| Schweiz                                                  | \| 1. Spieltag \| \| 8. September 2018 um 18:00 Uhr in St. Gallen (Kybunpark) \| \| Zuschauer: 14.912 \| \| Schiedsrichter: Michael Oliver ( England) \| \| Spielbericht \|                                                                                     | \| 1. Spieltag \| \| 8. September 2018 um 18:00 Uhr in St. Gallen (Kybunpark) \| \| Zuschauer: 14.912 \| \| Schiedsrichter: Michael Oliver ( England) \| \| Spielbericht \| | Island |
| Schweiz                                                  | Yann Sommer – Kevin Mbabu, Fabian Schär, Manuel Akanji, Ricardo Rodríguez – Denis Zakaria, Granit Xhaka – Breel Embolo (65. Albian Ajeti), Xherdan Shaqiri, Steven Zuber (79. Djibril Sow) – Haris Seferović (72. Admir Mehmedi) Cheftrainer: Vladimir Petković | Hannes Þór Halldórsson – Birkir Már Sævarsson, Sverrir Ingi Ingason, Ragnar Sigurðsson, Ari Freyr Skúlason – Rúrik Gíslason (74. Rúnar Már Sigurjónsson), Gylfi Sigurðsson , Victor Pálsson, Birkir Bjarnason (65. Theódór Elmar Bjarnason) – Jón Daði Böðvarsson, Björn Bergmann Sigurðarson (60. Viðar Örn Kjartansson) Cheftrainer: Erik Hamrén ( Schweden) | Island |
| Schweiz                                                  | 1:0 Zuber (13.) 2:0 Zakaria (23.) 3:0 Shaqiri (53.) 4:0 Seferović (67.) 5:0 Ajeti (71.) 6:0 Mehmedi (82.) | | Island |
| Schweiz                                                  | Schär (11.), Embolo (32.), Xhaka (82.) | R. Sigurðsson (52.) | Island |
| 1. Spieltag                                              | | |        |
| 8. September 2018 um 18:00 Uhr in St. Gallen (Kybunpark) | | |        |
| Zuschauer: 14.912                                        | | |        |
| Schiedsrichter: Michael Oliver ( England)                | | |        |
| Spielbericht                                             | | |        |

### Island – Belgien 0:3 (0:2)
| Island                                                          | Island | Belgien | Belgien |
| --------------------------------------------------------------- | --- | --- | ------- |
| Island                                                          | \| 2. Spieltag \| \| 11. September 2018 um 20:45 Uhr in Reykjavík (Laugardalsvöllur) \| \| Zuschauer: 9.710 \| \| Schiedsrichter: Sergei Karassjow ( Russland) \| \| Spielbericht \| | \| 2. Spieltag \| \| 11. September 2018 um 20:45 Uhr in Reykjavík (Laugardalsvöllur) \| \| Zuschauer: 9.710 \| \| Schiedsrichter: Sergei Karassjow ( Russland) \| \| Spielbericht \| | Belgien |
| Island                                                          | Hannes Þór Halldórsson – Birkir Már Sævarsson, Sverrir Ingi Ingason, Ragnar Sigurðsson, Hörður Björgvin Magnússon – Birkir Bjarnason, Rúnar Már Sigurjónsson, Emil Hallfreðsson (84. Arnór Ingvi Traustason), Ari Freyr Skúlason (80. Victor Pálsson) – Gylfi Sigurðsson , Jón Daði Böðvarsson (70. Kolbeinn Sigþórsson) Cheftrainer: Erik Hamrén ( Schweden) | Thibaut Courtois – Toby Alderweireld, Vincent Kompany, Jan Vertonghen – Axel Witsel, Yannick Carrasco (70. Nacer Chadli), Thomas Meunier, Youri Tielemans (80. Mousa Dembélé) – Romelu Lukaku, Eden Hazard (89. Thorgan Hazard), Dries Mertens Cheftrainer: Roberto Martínez ( Spanien) | Belgien |
| Island                                                          | 0:1 E. Hazard (29., Foulelfmeter) 0:2 Lukaku (31.) 0:3 Lukaku (81.) | | Belgien |
| Island                                                          | Sævarsson (55.) | | Belgien |
| 2. Spieltag                                                     | | |         |
| 11. September 2018 um 20:45 Uhr in Reykjavík (Laugardalsvöllur) | | |         |
| Zuschauer: 9.710                                                | | |         |
| Schiedsrichter: Sergei Karassjow ( Russland)                    | | |         |
| Spielbericht                                                    | | |         |

### Belgien – Schweiz 2:1 (0:0)
| Belgien                                                           | Belgien | Schweiz | Schweiz |
| ----------------------------------------------------------------- | --- | --- | ------- |
| Belgien                                                           | \| 3. Spieltag \| \| 12. Oktober 2018 um 20:45 Uhr in Brüssel (König-Baudouin-Stadion) \| \| Schiedsrichter: Antonio Mateu Lahoz ( Spanien) \| \| Spielbericht \| | \| 3. Spieltag \| \| 12. Oktober 2018 um 20:45 Uhr in Brüssel (König-Baudouin-Stadion) \| \| Schiedsrichter: Antonio Mateu Lahoz ( Spanien) \| \| Spielbericht \| | Schweiz |
| Belgien                                                           | Thibaut Courtois – Toby Alderweireld, Vincent Kompany, Thomas Vermaelen (73. Dedryck Boyata) – Thomas Meunier, Youri Tielemans, Axel Witsel, Yannick Carrasco (76. Nacer Chadli) – Dries Mertens (90.+2' Thorgan Hazard), Romelu Lukaku, Eden Hazard Cheftrainer: Roberto Martínez ( Spanien) | Yann Sommer – Michael Lang, Nico Elvedi, Fabian Schär, Ricardo Rodríguez – Remo Freuler (87. Christian Fassnacht), Granit Xhaka , Denis Zakaria (83. Edimilson Fernandes), Steven Zuber – Xherdan Shaqiri, Haris Seferović (69. Mario Gavranović) Cheftrainer: Vladimir Petković | Schweiz |
| Belgien                                                           | 1:0 Lukaku (58.) 2:1 Lukaku (84.) | 1:1 Gavranović (76.) | Schweiz |
| 3. Spieltag                                                       | | |         |
| 12. Oktober 2018 um 20:45 Uhr in Brüssel (König-Baudouin-Stadion) | | |         |
| Schiedsrichter: Antonio Mateu Lahoz ( Spanien)                    | | |         |
| Spielbericht                                                      | | |         |

### Island – Schweiz 1:2 (0:0)
| Island                                                        | Island | Schweiz | Schweiz |
| ------------------------------------------------------------- | --- | --- | ------- |
| Island                                                        | \| 4. Spieltag \| \| 15. Oktober 2018 um 20:45 Uhr in Reykjavík (Laugardalsvöllur) \| \| Schiedsrichter: Andreas Ekberg ( Schweden) \| \| Spielbericht \| | \| 4. Spieltag \| \| 15. Oktober 2018 um 20:45 Uhr in Reykjavík (Laugardalsvöllur) \| \| Schiedsrichter: Andreas Ekberg ( Schweden) \| \| Spielbericht \| | Schweiz |
| Island                                                        | Hannes Þór Halldórsson – Hólmar Örn Eyjólfsson, Kári Árnason, Ragnar Sigurðsson, Hörður Björgvin Magnússon – Jóhann Berg Guðmundsson, Rúnar Már Sigurjónsson (84. Albert Guðmundsson), Birkir Bjarnason, Arnór Ingvi Traustason (68. Rúrik Gíslason) – Gylfi Sigurðsson , Alfreð Finnbogason Cheftrainer: Erik Hamrén ( Schweden) | Yvon Mvogo – Michael Lang, Fabian Schär, Nico Elvedi, François Moubandje – Denis Zakaria, Granit Xhaka , Xherdan Shaqiri, Steven Zuber (88. Christian Fassnacht) – Mario Gavranović (69. Edimilson Fernandes), Haris Seferović (90+1. Albian Ajeti) Cheftrainer: Vladimir Petković | Schweiz |
| Island                                                        | 1:2 Alfreð Finnbogason (81.) | 0:1 Seferović (52.) 0:2 Lang (67.) | Schweiz |
| Island                                                        | Ragnar Sigurðsson (90.+3') | Zakaria (49.), Schär (74.) | Schweiz |
| 4. Spieltag                                                   | | |         |
| 15. Oktober 2018 um 20:45 Uhr in Reykjavík (Laugardalsvöllur) | | |         |
| Schiedsrichter: Andreas Ekberg ( Schweden)                    | | |         |
| Spielbericht                                                  | | |         |

### Belgien – Island 2:0 (0:0)
| Belgien                                                            | Belgien | Island | Island |
| ------------------------------------------------------------------ | --- | --- | ------ |
| Belgien                                                            | \| 5. Spieltag \| \| 15. November 2018 um 20:45 Uhr in Brüssel (König-Baudouin-Stadion) \| \| Schiedsrichter: Orel Grinfeld ( Israel) \| \| Spielbericht \| | \| 5. Spieltag \| \| 15. November 2018 um 20:45 Uhr in Brüssel (König-Baudouin-Stadion) \| \| Schiedsrichter: Orel Grinfeld ( Israel) \| \| Spielbericht \| | Island |
| Belgien                                                            | Thibaut Courtois – Toby Alderweireld, Vincent Kompany (84. Jason Denayer), Dedryck Boyata – Thomas Meunier, Youri Tielemans, Axel Witsel, Thorgan Hazard – Dries Mertens (75. Adnan Januzaj), Michy Batshuayi, Eden Hazard (75. Hans Vanaken) Cheftrainer: Roberto Martínez ( Spanien) | Hannes Þór Halldórsson – Sverrir Ingi Ingason, Jón Guðni Fjóluson, Kári Árnason, Hörður Björgvin Magnússon – Arnór Sigurðsson (63. Kolbeinn Sigþórsson), Victor Pálsson, Aron Gunnarsson , Ari Freyr Skúlason – Albert Guðmundsson (87. Jón Dagur Þorsteinsson), Arnór Ingvi Traustason Cheftrainer: Erik Hamrén ( Schweden) | Island |
| Belgien                                                            | 1:0 Batshuayi (65.) 2:0 Batshuayi (81.) | | Island |
| Belgien                                                            | Kompany (53.), Boyata (66.) | Albert Guðmundsson (31.) | Island |
| 5. Spieltag                                                        | | |        |
| 15. November 2018 um 20:45 Uhr in Brüssel (König-Baudouin-Stadion) | | |        |
| Schiedsrichter: Orel Grinfeld ( Israel)                            | | |        |
| Spielbericht                                                       | | |        |

### Schweiz – Belgien 5:2 (3:2)
| Schweiz                                                  | Schweiz | Belgien | Belgien |
| -------------------------------------------------------- | --- | --- | ------- |
| Schweiz                                                  | \| 6. Spieltag \| \| 18. November 2018 um 20:45 Uhr in Luzern (Swissporarena) \| \| Schiedsrichter: Daniele Orsato ( Italien) \| \| Spielbericht \| | \| 6. Spieltag \| \| 18. November 2018 um 20:45 Uhr in Luzern (Swissporarena) \| \| Schiedsrichter: Daniele Orsato ( Italien) \| \| Spielbericht \| | Belgien |
| Schweiz                                                  | Yann Sommer – Kevin Mbabu, Nico Elvedi, Timm Klose, Ricardo Rodríguez – Edimilson Fernandes, Granit Xhaka , Remo Freuler (79. Denis Zakaria), Steven Zuber (87. Loris Benito) – Xherdan Shaqiri, Haris Seferović (90.+2' Albian Ajeti) Cheftrainer: Vladimir Petković | Thibaut Courtois – Toby Alderweireld, Vincent Kompany, Dedryck Boyata – Thomas Meunier (90. Divock Origi), Youri Tielemans, Axel Witsel, Nacer Chadli (65. Michy Batshuayi) – Thorgan Hazard, Dries Mertens, Eden Hazard Cheftrainer: Roberto Martínez ( Spanien) | Belgien |
| Schweiz                                                  | 1:2 Rodríguez (26., Foulelfmeter) 2:2 Seferović (31.) 3:2 Seferović (44.) 4:2 Elvedi (62.) 5:2 Seferović (84.) | 0:1 T. Hazard (2.) 0:2 T. Hazard (17.) | Belgien |
| Schweiz                                                  | Xhaka (38.), Mbabu (80.), Seferović (87.) | | Belgien |
| 6. Spieltag                                              | | |         |
| 18. November 2018 um 20:45 Uhr in Luzern (Swissporarena) | | |         |
| Schiedsrichter: Daniele Orsato ( Italien)                | | |         |
| Spielbericht                                             | | |         |

## Gruppe 3
| Pl. | Land     | Sp. | S | U | N | Tore    | Diff. | Punkte |
| --- | -------- | --- | - | - | - | ------- | ----- | ------ |
| 1.  | Portugal | 4   | 2 | 2 | 0 | 005:300 | +2    | 08     |
| 2.  | Italien  | 4   | 1 | 2 | 1 | 002:200 | ±0    | 05     |
| 3.  | Polen    | 4   | 0 | 2 | 2 | 004:600 | −2    | 02     |

### Italien – Polen 1:1 (0:1)
| Italien                                                            | Italien | Polen | Polen |
| ------------------------------------------------------------------ | --- | --- | ----- |
| Italien                                                            | \| 1. Spieltag \| \| 7. September 2018 um 20:45 Uhr in Bologna (Stadio Renato Dall’Ara) \| \| Zuschauer: 24.000 \| \| Schiedsrichter: Felix Zwayer ( Deutschland) \| \| Spielbericht \| | \| 1. Spieltag \| \| 7. September 2018 um 20:45 Uhr in Bologna (Stadio Renato Dall’Ara) \| \| Zuschauer: 24.000 \| \| Schiedsrichter: Felix Zwayer ( Deutschland) \| \| Spielbericht \| | Polen |
| Italien                                                            | Gianluigi Donnarumma – Davide Zappacosta, Leonardo Bonucci, Giorgio Chiellini , Cristiano Biraghi – Roberto Gagliardini, Jorginho, Lorenzo Pellegrini (46. Giacomo Bonaventura) – Federico Bernardeschi, Mario Balotelli (62. Andrea Belotti), Lorenzo Insigne (71. Federico Chiesa) Cheftrainer: Roberto Mancini | Łukasz Fabiański – Bartosz Bereszyński, Kamil Glik, Jan Bednarek, Arkadiusz Reca – Rafał Kurzawa, Grzegorz Krychowiak, Mateusz Klich (56. Damian Szymański), Piotr Zieliński (66. Karol Linetty), Jakub Błaszczykowski (80. Rafał Pietrzak) – Robert Lewandowski Cheftrainer: Jerzy Brzęczek | Polen |
| Italien                                                            | 1:1 Jorginho (78., Foulelfmeter) | 0:1 Zieliński (40.) | Polen |
| Italien                                                            | Chiellini (9.) | Klich (14.), Błaszczykowski (18.), Fabiański (90.+3') | Polen |
| 1. Spieltag                                                        | | |       |
| 7. September 2018 um 20:45 Uhr in Bologna (Stadio Renato Dall’Ara) | | |       |
| Zuschauer: 24.000                                                  | | |       |
| Schiedsrichter: Felix Zwayer ( Deutschland)                        | | |       |
| Spielbericht                                                       | | |       |

### Portugal – Italien 1:0 (0:0)
| Portugal                                                     | Portugal | Italien | Italien |
| ------------------------------------------------------------ | --- | --- | ------- |
| Portugal                                                     | \| 2. Spieltag \| \| 10. September 2018 um 20:45 Uhr in Lissabon (Estádio da Luz) \| \| Schiedsrichter: William Collum ( Schottland) \| \| Spielbericht \|                                                                          | \| 2. Spieltag \| \| 10. September 2018 um 20:45 Uhr in Lissabon (Estádio da Luz) \| \| Schiedsrichter: William Collum ( Schottland) \| \| Spielbericht \| | Italien |
| Portugal                                                     | Rui Patrício – João Cancelo, Pepe , Rúben Dias, Mário Rui – Rúben Neves, Pizzi (74. Renato Sanches), William Carvalho (86. Sérgio Oliveira) – Bernardo Silva, Bruma (77. Gelson Martins) – André Silva Cheftrainer: Fernando Santos | Gianluigi Donnarumma – Manuel Lazzari, Mattia Caldara, Alessio Romagnoli, Domenico Criscito (74. Emerson) – Jorginho – Bryan Cristante (79. Andrea Belotti), Giacomo Bonaventura – Simone Zaza, Federico Chiesa – Ciro Immobile (59. Domenico Berardi) Cheftrainer: Roberto Mancini | Italien |
| Portugal                                                     | 1:0 A. Silva (48.) | | Italien |
| Portugal                                                     | Neves (42.), Pepe (90.+4') | Criscito (42.), Chiesa (58.), Berardi (70.) | Italien |
| 2. Spieltag                                                  | | |         |
| 10. September 2018 um 20:45 Uhr in Lissabon (Estádio da Luz) | | |         |
| Schiedsrichter: William Collum ( Schottland)                 | | |         |
| Spielbericht                                                 | | |         |

### Polen – Portugal 2:3 (1:2)
| Polen                                                     | Polen | Portugal | Portugal |
| --------------------------------------------------------- | --- | --- | -------- |
| Polen                                                     | \| 3. Spieltag \| \| 11. Oktober 2018 um 20:45 Uhr in Chorzów (Stadion Śląski) \| \| Schiedsrichter: Carlos del Cerro Grande ( Spanien) \| \| Spielbericht \| | \| 3. Spieltag \| \| 11. Oktober 2018 um 20:45 Uhr in Chorzów (Stadion Śląski) \| \| Schiedsrichter: Carlos del Cerro Grande ( Spanien) \| \| Spielbericht \|                                                                           | Portugal |
| Polen                                                     | Łukasz Fabiański – Bartosz Bereszyński (46. Tomasz Kędziora), Kamil Glik, Jan Bednarek, Artur Jędrzejczyk – Piotr Zieliński, Grzegorz Krychowiak, Mateusz Klich (63. Jakub Błaszczykowski), Rafał Kurzawa (64. Kamil Grosicki) – Robert Lewandowski , Krzysztof Piątek Cheftrainer: Jerzy Brzęczek | Rui Patrício – João Cancelo, Pepe , Rúben Dias, Mário Rui – Rúben Neves, William Carvalho, Pizzi (74. Renato Sanches) – Rafa Silva (84. Danilo Pereira), André Silva, Bernardo Silva (90. Bruno Fernandes) Cheftrainer: Fernando Santos | Portugal |
| Polen                                                     | 1:0 Piątek (18.) 2:3 Błaszczykowski (77.) | 1:1 A. Silva (31.) 1:2 Glik (43., Eigentor) 1:3 B. Silva (52.) | Portugal |
| Polen                                                     | Klich (48.), Krychowiak (62.) | A. Silva (37.), Carvalho (67.), Pepe (74.), Mário Rui (78.) | Portugal |
| 3. Spieltag                                               | | |          |
| 11. Oktober 2018 um 20:45 Uhr in Chorzów (Stadion Śląski) | | |          |
| Schiedsrichter: Carlos del Cerro Grande ( Spanien)        | | |          |
| Spielbericht                                              | | |          |

### Polen – Italien 0:1 (0:0)
| Polen                                                     | Polen | Italien | Italien |
| --------------------------------------------------------- | --- | --- | ------- |
| Polen                                                     | \| 4. Spieltag \| \| 14. Oktober 2018 um 20:45 Uhr in Chorzów (Stadion Śląski) \| \| Schiedsrichter: Damir Skomina ( Slowenien) \| \| Spielbericht \| | \| 4. Spieltag \| \| 14. Oktober 2018 um 20:45 Uhr in Chorzów (Stadion Śląski) \| \| Schiedsrichter: Damir Skomina ( Slowenien) \| \| Spielbericht \| | Italien |
| Polen                                                     | Wojciech Szczęsny – Bartosz Bereszyński, Kamil Glik, Jan Bednarek, Arkadiusz Reca (87. Artur Jędrzejczyk) – Damian Szymański (46. Kamil Grosicki), Jacek Góralski, Karol Linetty (46. Jakub Błaszczykowski) – Piotr Zieliński – Robert Lewandowski , Arkadiusz Milik Cheftrainer: Jerzy Brzęczek | Gianluigi Donnarumma – Alessandro Florenzi (84. Cristiano Piccini), Leonardo Bonucci, Giorgio Chiellini , Cristiano Biraghi – Marco Verratti, Jorginho, Nicolò Barella – Federico Bernardeschi (81. Kevin Lasagna), Lorenzo Insigne, Federico Chiesa Cheftrainer: Roberto Mancini | Italien |
| Polen                                                     | 0:1 Biraghi (90.+2') | | Italien |
| Polen                                                     | Jorginho (31.) | | Italien |
| 4. Spieltag                                               | | |         |
| 14. Oktober 2018 um 20:45 Uhr in Chorzów (Stadion Śląski) | | |         |
| Schiedsrichter: Damir Skomina ( Slowenien)                | | |         |
| Spielbericht                                              | | |         |

### Italien – Portugal 0:0
| Italien                                                             | Italien | Portugal | Portugal |
| ------------------------------------------------------------------- | --- | --- | -------- |
| Italien                                                             | \| 5. Spieltag \| \| 17. November 2018 um 20:45 Uhr in Mailand (Giuseppe-Meazza-Stadion) \| \| Schiedsrichter: Danny Makkelie ( Niederlande) \| \| Spielbericht \| | \| 5. Spieltag \| \| 17. November 2018 um 20:45 Uhr in Mailand (Giuseppe-Meazza-Stadion) \| \| Schiedsrichter: Danny Makkelie ( Niederlande) \| \| Spielbericht \|                                                                    | Portugal |
| Italien                                                             | Gianluigi Donnarumma – Alessandro Florenzi, Leonardo Bonucci, Giorgio Chiellini , Cristiano Biraghi – Marco Verratti (81. Lorenzo Pellegrini), Jorginho, Nicolò Barella – Federico Chiesa (87. Domenico Berardi), Ciro Immobile (74. Kevin Lasagna), Lorenzo Insigne Cheftrainer: Roberto Mancini | Rui Patrício – João Cancelo, Rúben Dias, José Fonte, Mário Rui – Pizzi (68. João Mário), William Carvalho, Rúben Neves – Bruma (85. Raphaël Guerreiro), André Silva (90. Danilo Pereira), Bernardo Silva Cheftrainer: Fernando Santos | Portugal |
| Italien                                                             | Jorginho (54.), Bonucci (72.), Chiesa (85.) | Neves (32.), Mário Rui (35.), Cancelo (51.) | Portugal |
| 5. Spieltag                                                         | | |          |
| 17. November 2018 um 20:45 Uhr in Mailand (Giuseppe-Meazza-Stadion) | | |          |
| Schiedsrichter: Danny Makkelie ( Niederlande)                       | | |          |
| Spielbericht                                                        | | |          |

### Portugal – Polen 1:1 (1:0)
| Portugal                                                                   | Portugal | Polen | Polen |
| -------------------------------------------------------------------------- | --- | --- | ----- |
| Portugal                                                                   | \| 6. Spieltag \| \| 20. November 2018 um 20:45 Uhr in Guimarães (Estádio Dom Afonso Henriques) \| \| Schiedsrichter: Sergei Karassjow ( Russland) \| \| Spielbericht \|                                                     | \| 6. Spieltag \| \| 20. November 2018 um 20:45 Uhr in Guimarães (Estádio Dom Afonso Henriques) \| \| Schiedsrichter: Sergei Karassjow ( Russland) \| \| Spielbericht \| | Polen |
| Portugal                                                                   | Beto – João Cancelo, Pepe , Rúben Dias, Kévin Rodrigues – Renato Sanches, Danilo Pereira, William Carvalho, Raphaël Guerreiro (61. João Mário) – André Silva (87. Éder), Rafa Silva (70. Bruma) Cheftrainer: Fernando Santos | Wojciech Szczęsny – Tomasz Kędziora, Thiago Cionek, Jan Bednarek, Bartosz Bereszyński – Mateusz Klich (75. Jacek Góralski), Grzegorz Krychowiak – Kamil Grosicki (79. Damian Kądzior), Piotr Zieliński (90.+5' Damian Szymański), Przemysław Frankowski – Arkadiusz Milik Cheftrainer: Jerzy Brzęczek | Polen |
| Portugal                                                                   | 1:0 A. Silva (34.) | 1:1 Milik (66., Foulelfmeter) | Polen |
| Portugal                                                                   | A. Silva (64.), João Mário (90.+1') | Cionek (11.), Bednarek (28.), Frankowski (78.) | Polen |
| Portugal                                                                   | Pereira (63.) | | Polen |
| 6. Spieltag                                                                | | |       |
| 20. November 2018 um 20:45 Uhr in Guimarães (Estádio Dom Afonso Henriques) | | |       |
| Schiedsrichter: Sergei Karassjow ( Russland)                               | | |       |
| Spielbericht                                                               | | |       |

## Gruppe 4
| Pl. | Land     | Sp. | S | U | N | Tore    | Diff. | Punkte |
| --- | -------- | --- | - | - | - | ------- | ----- | ------ |
| 1.  | England  | 4   | 2 | 1 | 1 | 006:500 | +1    | 07     |
| 2.  | Spanien  | 4   | 2 | 0 | 2 | 012:700 | +5    | 06     |
| 3.  | Kroatien | 4   | 1 | 1 | 2 | 004:100 | −6    | 04     |

### England – Spanien 1:2 (1:2)
| England                                                    | England | Spanien | Spanien |
| ---------------------------------------------------------- | --- | --- | ------- |
| England                                                    | \| 1. Spieltag \| \| 8. September 2018 um 20:45 Uhr in London (Wembley-Stadion) \| \| Zuschauer: 81.392 \| \| Schiedsrichter: Danny Makkelie ( Niederlande) \| \| Spielbericht \|                                                                     | \| 1. Spieltag \| \| 8. September 2018 um 20:45 Uhr in London (Wembley-Stadion) \| \| Zuschauer: 81.392 \| \| Schiedsrichter: Danny Makkelie ( Niederlande) \| \| Spielbericht \|                                    | Spanien |
| England                                                    | Jordan Pickford – Joe Gomez, John Stones, Harry Maguire – Luke Shaw (53. Danny Rose), Jesse Lingard, Dele Alli, Jordan Henderson (64. Eric Dier), Kieran Trippier – Harry Kane , Marcus Rashford (90.+4' Danny Welbeck) Cheftrainer: Gareth Southgate | David de Gea – Marcos Alonso (87. Iñigo Martínez), Sergio Ramos , Nacho, Dani Carvajal – Saúl, Sergio Busquets, Thiago (80. Sergi Roberto) – Isco, Iago Aspas (68. Marco Asensio), Rodrigo Cheftrainer: Luis Enrique | Spanien |
| England                                                    | 1:0 Rashford (11.) | 1:1 Saúl (13.) 1:2 Rodrigo (32.) | Spanien |
| England                                                    | Henderson (18.), Shaw (42.), Stones (66.), Rose (90.+4') | Carvajal (84.) | Spanien |
| 1. Spieltag                                                | | |         |
| 8. September 2018 um 20:45 Uhr in London (Wembley-Stadion) | | |         |
| Zuschauer: 81.392                                          | | |         |
| Schiedsrichter: Danny Makkelie ( Niederlande)              | | |         |
| Spielbericht                                               | | |         |

### Spanien – Kroatien 6:0 (3:0)
| Spanien                                                                   | Spanien | Kroatien | Kroatien |
| ------------------------------------------------------------------------- | --- | --- | -------- |
| Spanien                                                                   | \| 2. Spieltag \| \| 11. September 2018 um 20:45 Uhr in Elche (Estadio Manuel Martínez Valero) \| \| Zuschauer: 33.732 \| \| Schiedsrichter: Benoît Bastien ( Frankreich) \| \| Spielbericht \|                | \| 2. Spieltag \| \| 11. September 2018 um 20:45 Uhr in Elche (Estadio Manuel Martínez Valero) \| \| Zuschauer: 33.732 \| \| Schiedsrichter: Benoît Bastien ( Frankreich) \| \| Spielbericht \|                                                    | Kroatien |
| Spanien                                                                   | David de Gea – Dani Carvajal (75. César Azpilicueta), Nacho, Sergio Ramos , José Gayà – Sergio Busquets (59. Rodri), Saúl (65. Thiago), Dani Ceballos – Rodrigo, Marco Asensio, Isco Cheftrainer: Luis Enrique | Lovre Kalinić – Šime Vrsaljko (20. Marko Rog), Matej Mitrović, Domagoj Vida, Josip Pivarić – Ivan Rakitić, Marcelo Brozović (62 Marko Pjaca), Mateo Kovačić, Luka Modrić – Ivan Perišić, Ivan Santini (71. Marko Livaja) Cheftrainer: Zlatko Dalić | Kroatien |
| Spanien                                                                   | 1:0 Saúl (24.) 2:0 Asensio (33.) 3:0 Kalinić (35., Eigentor) 4:0 Rodrigo (49.) 5:0 Ramos (57.) 6:0 Isco (70.)                                                                                                  | | Kroatien |
| Spanien                                                                   | Santini (12.), Brozović (39.) | | Kroatien |
| 2. Spieltag                                                               | | |          |
| 11. September 2018 um 20:45 Uhr in Elche (Estadio Manuel Martínez Valero) | | |          |
| Zuschauer: 33.732                                                         | | |          |
| Schiedsrichter: Benoît Bastien ( Frankreich)                              | | |          |
| Spielbericht                                                              | | |          |

### Kroatien – England 0:0
| Kroatien                                                   | Kroatien | England | England |
| ---------------------------------------------------------- | --- | --- | ------- |
| Kroatien                                                   | \| 3. Spieltag \| \| 12. Oktober 2018 um 20:45 Uhr in Rijeka (Stadion Rujevica) \| \| Schiedsrichter: Felix Brych ( Deutschland) \| \| Spielbericht \|                                                                                               | \| 3. Spieltag \| \| 12. Oktober 2018 um 20:45 Uhr in Rijeka (Stadion Rujevica) \| \| Schiedsrichter: Felix Brych ( Deutschland) \| \| Spielbericht \|                                                              | England |
| Kroatien                                                   | Dominik Livaković – Tin Jedvaj, Dejan Lovren, Domagoj Vida, Josip Pivarić – Mateo Kovačić (73. Milan Badelj), Ivan Rakitić – Andrej Kramarić, Luka Modrić , Ivan Perišić (68. Marko Pjaca) – Ante Rebić (80. Marko Livaja) Cheftrainer: Zlatko Dalić | Jordan Pickford – Kyle Walker, John Stones, Harry Maguire – Raheem Sterling (78. Jadon Sancho), Jordan Henderson, Eric Dier, Ross Barkley, Ben Chilwell – Marcus Rashford, Harry Kane Cheftrainer: Gareth Southgate | England |
| Kroatien                                                   | Kovačić (25.), Lovren (45.), Jedvaj (59.) | Henderson (6.), Stones (52.), Sterling (72.) | England |
| 3. Spieltag                                                | | |         |
| 12. Oktober 2018 um 20:45 Uhr in Rijeka (Stadion Rujevica) | | |         |
| Schiedsrichter: Felix Brych ( Deutschland)                 | | |         |
| Spielbericht                                               | | |         |

### Spanien – England 2:3 (0:3)
| Spanien                                                              | Spanien | England | England |
| -------------------------------------------------------------------- | --- | --- | ------- |
| Spanien                                                              | \| 4. Spieltag \| \| 15. Oktober 2018 um 20:45 Uhr in Sevilla (Estadio Benito Villamarín) \| \| Schiedsrichter: Szymon Marciniak ( Polen) \| \| Spielbericht \|                                                          | \| 4. Spieltag \| \| 15. Oktober 2018 um 20:45 Uhr in Sevilla (Estadio Benito Villamarín) \| \| Schiedsrichter: Szymon Marciniak ( Polen) \| \| Spielbericht \| | England |
| Spanien                                                              | David de Gea – Jonny Otto, Sergio Ramos , Nacho, Marcos Alonso – Thiago, Sergio Busquets, Saúl (56. Paco Alcácer) – Iago Aspas (57. Dani Ceballos), Rodrigo (72. Álvaro Morata), Marco Asensio Cheftrainer: Luis Enrique | Jordan Pickford – Kieran Trippier (85. Trent Alexander-Arnold), Joe Gomez, Harry Maguire, Ben Chilwell – Harry Winks (90. Nathaniel Chalobah), Eric Dier, Ross Barkley (75. Kyle Walker) – Raheem Sterling, Harry Kane , Marcus Rashford Cheftrainer: Gareth Southgate | England |
| Spanien                                                              | 1:3 Alcácer (58.) 2:3 Ramos (90.+8') | 0:1 Sterling (16.) 0:2 Rashford (30.) 0:3 Sterling (38.) | England |
| Spanien                                                              | Ramos (65.), Jonny (75.), Ceballos (87.), Morata (90+8.) | Dier (12.), Winks (65.), Maguire (71.) | England |
| 4. Spieltag                                                          | | |         |
| 15. Oktober 2018 um 20:45 Uhr in Sevilla (Estadio Benito Villamarín) | | |         |
| Schiedsrichter: Szymon Marciniak ( Polen)                            | | |         |
| Spielbericht                                                         | | |         |

### Kroatien – Spanien 3:2 (0:0)
| Kroatien                                                    | Kroatien | Spanien | Spanien |
| ----------------------------------------------------------- | --- | --- | ------- |
| Kroatien                                                    | \| 5. Spieltag \| \| 15. November 2018 um 20:45 Uhr in Zagreb (Stadion Maksimir) \| \| Schiedsrichter: Aljaksej Kulbakou ( Belarus) \| \| Spielbericht \|                                                                                             | \| 5. Spieltag \| \| 15. November 2018 um 20:45 Uhr in Zagreb (Stadion Maksimir) \| \| Schiedsrichter: Aljaksej Kulbakou ( Belarus) \| \| Spielbericht \|                                                               | Spanien |
| Kroatien                                                    | Lovre Kalinić – Šime Vrsaljko, Dejan Lovren, Domagoj Vida, Tin Jedvaj – Ivan Rakitić (67. Nikola Vlašić), Marcelo Brozović – Ante Rebić (73. Josip Brekalo), Luka Modrić , Ivan Perišić – Andrej Kramarić (89. Marko Pjaca) Cheftrainer: Zlatko Dalić | David de Gea – Sergi Roberto, Sergio Ramos , Iñigo Martínez, Jordi Alba – Saúl (74. Suso), Sergio Busquets, Dani Ceballos – Rodrigo (61. Marco Asensio), Iago Aspas (64. Álvaro Morata), Isco Cheftrainer: Luis Enrique | Spanien |
| Kroatien                                                    | 1:0 Kramarić (54.) 2:1 Jedvaj (69.) 3:2 Jedvaj (90.+3') | 1:1 Ceballos (56.) 2:2 Ramos (78., Handelfmeter) | Spanien |
| Kroatien                                                    | Rebić (70.), Perišić (88.) | Busquets (88.), Ceballos (90.+1') | Spanien |
| 5. Spieltag                                                 | | |         |
| 15. November 2018 um 20:45 Uhr in Zagreb (Stadion Maksimir) | | |         |
| Schiedsrichter: Aljaksej Kulbakou ( Belarus)                | | |         |
| Spielbericht                                                | | |         |

### England – Kroatien 2:1 (0:0)
| England                                                    | England | Kroatien | Kroatien |
| ---------------------------------------------------------- | --- | --- | -------- |
| England                                                    | \| 6. Spieltag \| \| 18. November 2018 um 15:00 Uhr in London (Wembley-Stadion) \| \| Schiedsrichter: Anastasios Sidiropoulos ( Griechenland) \| \| Spielbericht \|                                                                             | \| 6. Spieltag \| \| 18. November 2018 um 15:00 Uhr in London (Wembley-Stadion) \| \| Schiedsrichter: Anastasios Sidiropoulos ( Griechenland) \| \| Spielbericht \|                                                                                  | Kroatien |
| England                                                    | Jordan Pickford – Kyle Walker, Joe Gomez, John Stones, Ben Chilwell – Marcus Rashford (73. Jadon Sancho), Eric Dier, Fabian Delph (73. Jesse Lingard), Raheem Sterling – Ross Barkley (64. Dele Alli), Harry Kane Cheftrainer: Gareth Southgate | Lovre Kalinić – Šime Vrsaljko (26. Antonio Milić), Dejan Lovren, Domagoj Vida, Tin Jedvaj – Luka Modrić , Marcelo Brozović – Ante Rebić (46. Josip Brekalo), Nikola Vlašić (79. Marko Rog), Ivan Perišić – Andrej Kramarić Cheftrainer: Zlatko Dalić | Kroatien |
| England                                                    | 1:1 Lingard (78.) 2:1 Kane (85.) | 0:1 Kramarić (57.) | Kroatien |
| England                                                    | Barkley (26.) | Brozović (67.), Jedvaj (67.), Lovren (89.) | Kroatien |
| 6. Spieltag                                                | | |          |
| 18. November 2018 um 15:00 Uhr in London (Wembley-Stadion) | | |          |
| Schiedsrichter: Anastasios Sidiropoulos ( Griechenland)    | | |          |
| Spielbericht                                               | | |          |

## Endrunde (Final Four)
Für die Endrunde waren folgende Mannschaften qualifiziert:
- Niederlande (Sieger A1)
- Schweiz (Sieger A2)
- Portugal (Sieger A3, Gastgeber)
- England (Sieger A4)

Die Auslosung der Halbfinalpartien fand am 3. Dezember 2018 im Hotel Shelbourne in Dublin, Irland statt.

### Halbfinale

#### Portugal – Schweiz 3:1 (1:0)
| Portugal                                               | Portugal | Schweiz | Schweiz | Aufstellung                        |
| ------------------------------------------------------ | --- | --- | ------- | ---------------------------------- |
| Portugal                                               | \| 1. Halbfinale \| \| 5. Juni 2019 um 20:45 Uhr in Porto (Estádio do Dragão) \| \| Ergebnis: 3:1 (1:0) \| \| Zuschauer: 42.415 \| \| Schiedsrichter: Felix Brych ( Deutschland) \| \| Spielbericht \|                                                       | \| 1. Halbfinale \| \| 5. Juni 2019 um 20:45 Uhr in Porto (Estádio do Dragão) \| \| Ergebnis: 3:1 (1:0) \| \| Zuschauer: 42.415 \| \| Schiedsrichter: Felix Brych ( Deutschland) \| \| Spielbericht \|                                                                   | Schweiz | Aufstellung Portugal gegen Schweiz |
| Portugal                                               | Rui Patrício – Nélson Semedo, Pepe (63. José Fonte), Rúben Dias, Raphaël Guerreiro – Bruno Fernandes (90.+1' João Moutinho), William Carvalho, Rúben Neves, Bernardo Silva – João Félix (70. Gonçalo Guedes), Cristiano Ronaldo Cheftrainer: Fernando Santos | Yann Sommer – Ricardo Rodríguez, Manuel Akanji, Fabian Schär, Kevin Mbabu – Steven Zuber (83. Renato Steffen), Remo Freuler (89. Josip Drmić), Granit Xhaka , Denis Zakaria (71. Edimilson Fernandes) – Xherdan Shaqiri – Haris Seferović Cheftrainer: Vladimir Petković | Schweiz | Aufstellung Portugal gegen Schweiz |
| Portugal                                               | 1:0 Cristiano Ronaldo (25.) 2:1 Cristiano Ronaldo (88.) 3:1 Cristiano Ronaldo (90.) | 1:1 Rodríguez (57., Foulelfmeter) | Schweiz | Aufstellung Portugal gegen Schweiz |
| Portugal                                               | Xhaka (66.), Schär (68.), Shaqiri (85.) | | Schweiz | Aufstellung Portugal gegen Schweiz |
| Portugal                                               | Spieler des Spiels: Cristiano Ronaldo | | Schweiz | Aufstellung Portugal gegen Schweiz |
| 1. Halbfinale                                          | | |         |                                    |
| 5. Juni 2019 um 20:45 Uhr in Porto (Estádio do Dragão) | | |         |                                    |
| Ergebnis: 3:1 (1:0)                                    | | |         |                                    |
| Zuschauer: 42.415                                      | | |         |                                    |
| Schiedsrichter: Felix Brych ( Deutschland)             | | |         |                                    |
| Spielbericht                                           | | |         |                                    |

#### Niederlande – England 3:1 n.V. (1:1, 0:1)
| Niederlande                                                           | Niederlande | England | England | Aufstellung                           |
| --------------------------------------------------------------------- | --- | --- | ------- | ------------------------------------- |
| Niederlande                                                           | \| 2. Halbfinale \| \| 6. Juni 2019 um 20:45 Uhr in Guimarães (Estádio Dom Afonso Henriques) \| \| Ergebnis: 3:1 n. V. (1:1, 0:1) \| \| Zuschauer: 25.711 \| \| Schiedsrichter: Clément Turpin ( Frankreich) \| \| Spielbericht \|                                                                       | \| 2. Halbfinale \| \| 6. Juni 2019 um 20:45 Uhr in Guimarães (Estádio Dom Afonso Henriques) \| \| Ergebnis: 3:1 n. V. (1:1, 0:1) \| \| Zuschauer: 25.711 \| \| Schiedsrichter: Clément Turpin ( Frankreich) \| \| Spielbericht \|                                             | England | Aufstellung Niederlande gegen England |
| Niederlande                                                           | Jasper Cillessen – Denzel Dumfries, Matthijs de Ligt, Virgil van Dijk , Daley Blind – Marten de Roon (68. Donny van de Beek), Frenkie de Jong (114. Kevin Strootman), Georginio Wijnaldum – Steven Bergwijn (91. Davy Pröpper), Memphis Depay, Ryan Babel (68. Quincy Promes) Cheftrainer: Ronald Koeman | Jordan Pickford – Ben Chilwell, Harry Maguire, John Stones, Kyle Walker – Ross Barkley, Fabian Delph (77. Jordan Henderson), Declan Rice (106. Dele Alli) – Raheem Sterling , Marcus Rashford (46. Harry Kane), Jadon Sancho (61. Jesse Lingard) Cheftrainer: Gareth Southgate | England | Aufstellung Niederlande gegen England |
| Niederlande                                                           | 1:1 de Ligt (73.) 2:1 Walker (97., Eigentor) 3:1 Promes (114.) | 0:1 Rashford (32., Foulelfmeter) | England | Aufstellung Niederlande gegen England |
| Niederlande                                                           | de Ligt (30.), Dumfries (45.), van de Beek (106.) | Kane (70.) | England | Aufstellung Niederlande gegen England |
| Niederlande                                                           | Spieler des Spiels: Frenkie de Jong | | England | Aufstellung Niederlande gegen England |
| 2. Halbfinale                                                         | | |         |                                       |
| 6. Juni 2019 um 20:45 Uhr in Guimarães (Estádio Dom Afonso Henriques) | | |         |                                       |
| Ergebnis: 3:1 n. V. (1:1, 0:1)                                        | | |         |                                       |
| Zuschauer: 25.711                                                     | | |         |                                       |
| Schiedsrichter: Clément Turpin ( Frankreich)                          | | |         |                                       |
| Spielbericht                                                          | | |         |                                       |

### Spiel um Platz 3

#### Schweiz – England 0:0 n.V., 5:6 i.E.
| Schweiz                                                               | Schweiz | England | England | Aufstellung                       |
| --------------------------------------------------------------------- | --- | --- | ------- | --------------------------------- |
| Schweiz                                                               | \| Spiel um Platz 3 \| \| 9. Juni 2019 um 15:00 Uhr in Guimarães (Estádio Dom Afonso Henriques) \| \| Ergebnis: 0:0 n. V., 5:6 i. E. \| \| Zuschauer: 15.742 \| \| Schiedsrichter: Ovidiu Hațegan ( Rumänien) \| \| Spielbericht \|                                                      | \| Spiel um Platz 3 \| \| 9. Juni 2019 um 15:00 Uhr in Guimarães (Estádio Dom Afonso Henriques) \| \| Ergebnis: 0:0 n. V., 5:6 i. E. \| \| Zuschauer: 15.742 \| \| Schiedsrichter: Ovidiu Hațegan ( Rumänien) \| \| Spielbericht \|                                           | England | Aufstellung Schweiz gegen England |
| Schweiz                                                               | Yann Sommer – Fabian Schär, Manuel Akanji, Nico Elvedi – Kevin Mbabu, Granit Xhaka , Remo Freuler, Ricardo Rodríguez (87. Josip Drmić) – Xherdan Shaqiri (65. Steven Zuber), Edimilson Fernandes (61. Denis Zakaria) – Haris Seferović (113. Noah Okafor) Cheftrainer: Vladimir Petković | Jordan Pickford – Trent Alexander-Arnold, Joe Gomez, Harry Maguire, Danny Rose (70. Kyle Walker) – Eric Dier, Fabian Delph (106. Ross Barkley) – Jesse Lingard (106. Jadon Sancho), Dele Alli, Raheem Sterling – Harry Kane (75. Callum Wilson) Cheftrainer: Gareth Southgate | England | Aufstellung Schweiz gegen England |
| Schweiz                                                               | Elfmeterschießen | | England | Aufstellung Schweiz gegen England |
| Schweiz                                                               | 1:1 Zuber 2:2 Xhaka 3:3 Akanji 4:4 Mbabu 5:5 Schär Pickford hält gegen Drmić | 0:1 Maguire 1:2 Barkley 2:3 Sancho 3:4 Sterling 4:5 Pickford 5:6 Dier | England | Aufstellung Schweiz gegen England |
| Schweiz                                                               | Xhaka (116.) | Rose (23.), Lingard (27.) | England | Aufstellung Schweiz gegen England |
| Schweiz                                                               | Spieler des Spiels: Jordan Pickford | | England | Aufstellung Schweiz gegen England |
| Spiel um Platz 3                                                      | | |         |                                   |
| 9. Juni 2019 um 15:00 Uhr in Guimarães (Estádio Dom Afonso Henriques) | | |         |                                   |
| Ergebnis: 0:0 n. V., 5:6 i. E.                                        | | |         |                                   |
| Zuschauer: 15.742                                                     | | |         |                                   |
| Schiedsrichter: Ovidiu Hațegan ( Rumänien)                            | | |         |                                   |
| Spielbericht                                                          | | |         |                                   |

### Finale

#### Portugal – Niederlande 1:0 (0:0)
| Portugal                                               | Portugal | Niederlande | Niederlande | Aufstellung                            |
| ------------------------------------------------------ | --- | --- | ----------- | -------------------------------------- |
| Portugal                                               | \| Finale \| \| 9. Juni 2019 um 20:45 Uhr in Porto (Estádio do Dragão) \| \| Ergebnis: 1:0 (0:0) \| \| Zuschauer: 43.199 \| \| Schiedsrichter: Alberto Undiano Mallenco ( Spanien) \| \| Spielbericht \|                                                               | \| Finale \| \| 9. Juni 2019 um 20:45 Uhr in Porto (Estádio do Dragão) \| \| Ergebnis: 1:0 (0:0) \| \| Zuschauer: 43.199 \| \| Schiedsrichter: Alberto Undiano Mallenco ( Spanien) \| \| Spielbericht \|                                                                          | Niederlande | Aufstellung Portugal gegen Niederlande |
| Portugal                                               | Rui Patrício – Nélson Semedo, José Fonte, Rúben Dias, Raphaël Guerreiro – Bruno Fernandes (81. João Moutinho), William Carvalho (90.+3' Rúben Neves), Danilo Pereira – Bernardo Silva, Gonçalo Guedes (75. Rafa Silva), Cristiano Ronaldo Cheftrainer: Fernando Santos | Jasper Cillessen – Denzel Dumfries, Matthijs de Ligt, Virgil van Dijk , Daley Blind – Marten de Roon (81. Luuk de Jong), Frenkie de Jong, Georginio Wijnaldum – Steven Bergwijn (60. Donny van de Beek), Memphis Depay, Ryan Babel (46. Quincy Promes) Cheftrainer: Ronald Koeman | Niederlande | Aufstellung Portugal gegen Niederlande |
| Portugal                                               | 1:0 Guedes (60.) | | Niederlande | Aufstellung Portugal gegen Niederlande |
| Portugal                                               | Dumfries (88.), L. de Jong (90.+1') | | Niederlande | Aufstellung Portugal gegen Niederlande |
| Portugal                                               | Spieler des Spiels: Rúben Dias | | Niederlande | Aufstellung Portugal gegen Niederlande |
| Finale                                                 | | |             |                                        |
| 9. Juni 2019 um 20:45 Uhr in Porto (Estádio do Dragão) | | |             |                                        |
| Ergebnis: 1:0 (0:0)                                    | | |             |                                        |
| Zuschauer: 43.199                                      | | |             |                                        |
| Schiedsrichter: Alberto Undiano Mallenco ( Spanien)    | | |             |                                        |
| Spielbericht                                           | | |             |                                        |

### Auszeichnungen

#### Bester Spieler
Bernardo Silva wurde von den „technischen Beobachtern“ der UEFA, bestehend aus David Moyes und Pat Bonner, zum besten Spieler der Endrunde gewählt.

#### Bester junger Spieler
Der niederländische Spieler Frenkie de Jong wurde von der UEFA zum besten Nachwuchsspieler bestimmt.

#### Bester Torschütze
Cristiano Ronaldo war mit drei Toren der Toptorschütze der Endrunde und wurde mit der Alipay Top Scorer Trophy in Gold ausgezeichnet. Die Trophäen in Silber und Bronze gingen an Gonçalo Guedes und Marcus Rashford, die beide jeweils ein Tor erzielten. Die Ranglisten-Kriterien berücksichtigten neben den Toren bei der Endrunde auch die Vorlagen und wenigsten Spielminuten, Tore in der Ligaphase, wenigste Gelbe und Rote Karten bei der Endrunde und wenigste Gelbe und Rote Karten in der Ligaphase.

#### Man of the Match
Zum besten Spieler des Endspiels wurde der portugiesische Abwehrspieler Rúben Dias gewählt. Der technische Beobachter David Moyes begründete die Wahl mit der abgeklärten Leistung des Innenverteidigers, der mit viel Selbstvertrauen gespielt und in Abwesenheit des verletzten Pepe viel Verantwortung übernommen habe.

#### Tor des Turniers
Das 2:1 von Cristiano Ronaldo im Halbfinalspiel Portugal gegen die Schweiz wurde von den Technischen Beobachtern der UEFA zum Tor der Endrunde gewählt.

#### Mannschaft der Endrunde
Einen Tag nach dem Finale veröffentlichte die UEFA auch eine „Mannschaft der Endrunde“, welche ebenfalls von den Technischen Beobachtern der UEFA aufgestellt wurde.
| Torhüter        | Abwehr                                               | Mittelfeld                                          | Stürmer                                          |
| --------------- | ---------------------------------------------------- | --------------------------------------------------- | ------------------------------------------------ |
| Jordan Pickford | Nélson Semedo Rúben Dias Virgil van Dijk Daley Blind | Bruno Fernandes Frenkie de Jong Georginio Wijnaldum | Cristiano Ronaldo Bernardo Silva Xherdan Shaqiri |

## Siegermannschaft von Portugal
| Portugal | |
| Portugal | - Tor: Rui Patrício (5 Spiele / kein Tor), Beto (1/-) - Abwehr: Rúben Dias (6/-), João Cancelo (4/-), Raphaël Guerreiro (4/-), Pepe (4/-), José Fonte (3/-), Mário Rui (3/-), Nélson Semedo (2/-) - Mittelfeld: William Carvalho (6/-), Rúben Neves (5/-), Bernardo Silva (5/1), Danilo Pereira (4/-), Bruno Fernandes (3/-), Pizzi (3/-), Renato Sanches (3/-), Rafa Silva (3/-), Gonçalo Guedes (2/1), João Mário (2/-), João Moutinho (2/-), Sérgio Oliveira (1/-), Kévin Rodrigues (1/-) - Sturm: André Silva (4/3), Bruma (3/-), Cristiano Ronaldo (2/3), Éder (1/-), João Félix (1/-), Gelson Martins (1/-) - Cheftrainer: Fernando Santos |